# Jurij Lytvyn
Jurij Tymonovyč Lytvyn (26. listopadu 1934, Ksaverivka, Vasylkivský rajón, Kyjevská oblast – 5. září 1984, pracovní tábor Kučino, Permská oblast) byl ukrajinský vlastenec, básník, člen Ukrajinské Helsinské skupiny, politický vězeň. Na základě vykonstruovaných obvinění byl pětkrát odsouzen k celkem 41 letům vězení a strávil 20 let v pracovních táborech, kde nakonec i zemřel.

## Život
Jurij Lytvyn pocházel z rodiny vesnických učitelů v Ksaverivce. Jeho otec se jako partyzán za druhé světové války zúčastnil bojů v jednotce Sydira Kovpaka a zahynul roku 1944. Matka se s Jurijem přestěhovala do vesnice Barachty, kde absolvoval základní školu. Poté přešel na hornickou průmyslovku ve městě Šachty, kde onemocněl a vrátil se domů. Od mládí se zajímal o ukrajinskou literaturu a národní kulturu. Pracoval v kolchozu na Donbase. Když se pokusil spolu s dalšími chlapci získat povolení vedoucího kolchozu k přestěhování z vesnice, přivázali v lese jalovici a předstírali, že se ztratila. Byli zatčeni a obvinění z „kriminálního úmyslu okrádení státu“.
Lytvyn byl v 19 letech obviněn z krádeže a odsouzen na 12 let, ale roku 1955 mu byl na žádost partyzánského velitele Kovpaka trest zkrácen na dva roky. Byl vězněn v táboře Kunějevsky a trest odpracoval na stavbě Kujbyševské hydroelektrárny. V táboře se spolu s dalšími 15 vězni podílel na přípravě podzemní nacionalistické organizace „Skupina pro osvobození Ukrajiny“ (Група Визволення України). Brzy po propuštění byl znovu zatčen, obviněn jako organizátor a odsouzen na 10 let v pracovním táboře a tři roky ztráty občanských svobod. Trest si odpykával v táborech systému Ozerlag v Irkutsku a v pracovních táborech v Mordovii.
Ve vězení napsal básně a povídky o zločinech totalitárního režimu proti ukrajinskému lidu Трагическая галерея (Tragická galerie), které mu zabavili ještě v táboře během prohlídky. Po propuštění v červnu 1965 cestoval do Moskvy, kde na ambasádě USA předal svědectví o politických vězních v Sovětském svazu. Byl dále pronásledován a přinucen žít v Krasnojarsku na Sibiři, kde pracoval jako továrně vyrábějící lednice a trubky a distribuoval samizdat. Roku 1967, se oženil a narodil se syn Rostyslav. 14. listopadu 1974 byl znovu zatčen a obviněn z "hanobení sovětského systému a sociálního pořádku" a uvězněn na tři roky v táboře č. 25 v republice Komi.
Po propuštění v listopadu 1977 se stal členem Ukrajinské Helsinské skupiny. V dubnu 1979 shrnul politický program hnutí za lidská práva do článku „Правозахисний рух в Україні. Його засади і перспективи“ (Hnutí za lidská práva na Ukrajině. Jeho základy a vyhlídky), které vyšly v Informačním bulletinu č. 4. Dva týdny před dalším zatčením byl abstinent Lytvyn násilím odveden do protialkoholní odvykací stanice, přivázán k posteli a brutálně zbit. 5. července 1979, kdy byl vážně nemocný (žaludeční vřed, tromboflebitida), byl opět zatčen, obviněn z "podrývání autority státu" a odsouzen na tři roky v pracovním táboře. Členové Ukrajinské Helsinské skupiny byli součástí hromadného zatýkání disidentů před letními Olympijskými hrami v Moskvě roku 1980. Byl vězněn v táborech Bila Cerkva, Buča (Kyjevská oblast) a Cherson.
Roku 1982 byl obviněn z „antisovětské agitace a propagandy“ a odsouzen k 10 letům v pracovním táboře a 5 letům vyhnanství. Od května 1982 byl umístěn v táborech se zpřísněným režimem Kučyno, Polovynka, Vsesvyatske v Permském regionu. Roku 1983 se dozvěděl o smrti své ženy ve vězení. Jeho syn poté žil se svou babičkou.
21. srpna 1984 ho táborový lékař odmítl ošetřit a Lytvyn byl o tři dny později nalezen ve své cele s prasklým žaludečním vředem. 5. září zemřel v nemocnici ve městě Chusovoj. Roku 1984 zemřel v pracovním táboře Kučyno i další člen Ukrajinské Helsinské skupiny Olexa Tychy a ve vězeňské nemocnici Valerij Marčenko a roku 1985 také Vasyl Stus.
V listopadu 1989 byly jejich ostatky převezeny do Kyjeva a slavnostně pohřbeny na hřbitově Baikove. Roku 1994 byla na žádost jeho matky zřízena Lytvynova pamětní síň v Barachty.
Roku 2006 obdržel posmrtně Řád za odvahu z rukou prezidenta Ukrajiny.

## Literární dílo
- Юрій Литвин. Люблю - значить живу. Публіцистика. Упорядник Анатолій Русначенко. - К.: Видавничий дім „KM Academia“, 1999. 96 с
- Юрій Литвин (Портрети сучасників).— Нью-Йорк: Закордонне представництво Української Гельсінкської групи. - 1980.— С. 32